# Phytocoris maritimus
Phytocoris maritimus är en insektsart som beskrevs av Van Duzee 1920. Phytocoris maritimus ingår i släktet Phytocoris och familjen ängsskinnbaggar. Inga underarter finns listade i Catalogue of Life.